# 東武百貨店
東武百貨店（とうぶひゃっかてん）は、東武鉄道傘下の株式会社東武百貨店（英: Tobu Department Store Co.,Ltd.）および株式会社東武宇都宮百貨店が運営する百貨店。企業理念の『親切一番店』は東武百貨店の登録商標（登録4623262号）。
前述の2つの法人が存在し、両社ともに東武鉄道の完全子会社（東武宇都宮百貨店は東武百貨店の子会社ではなく兄弟会社）。だが同じく東武グループの百貨店事業ということで「東武百貨店」は両社が運営する百貨店の総称として用いられることが多い。
本項には東武グループとしての「東武百貨店」のほか、法人としての「株式会社東武百貨店」についても記載する。なお、株式会社東武宇都宮百貨店については「東武宇都宮百貨店」の項を参照のこと。

## 概要
池袋本店（東京都豊島区西池袋）は、株式会社東武百貨店が1962年に東上線池袋駅に開店したターミナルデパートである。1964年には譲渡を受けた東横百貨店池袋店を別館として開店、1971年には別館も含めた大増改築を施し「ぶらんで〜とTO-B（東武）」としてオープンさせた。その後も増改築を重ねて現在の形となっている。
宇都宮店（栃木県宇都宮市宮園町）は株式会社東武宇都宮百貨店が1959年、東武宇都宮線宇都宮駅に開店したターミナルデパートで、船橋店（千葉県船橋市本町）は、株式会社船橋東武が1977年に東武野田線（東武アーバンパークライン）船橋駅に開店したターミナルデパートである。株式会社船橋東武は1988年に株式会社東武百貨店が吸収合併している。東武宇都宮百貨店は支店として大田原店（栃木県大田原市）、栃木市役所店（旧：栃木店、栃木県栃木市）も運営している。
親会社の東武鉄道株式会社は百貨店の松屋に7.64%出資しており、2007年度時点では投資ファンドに次ぐ第2位株主で、役員派遣も行っている。これは東武伊勢崎線（東武スカイツリーライン）の起点駅である浅草駅の駅ビル（関東初の駅ビル）に松屋浅草店が入居している関係である。
株式会社東武百貨店と株式会社東武宇都宮百貨店の連結売上は1,000億円を超える。

## 沿革

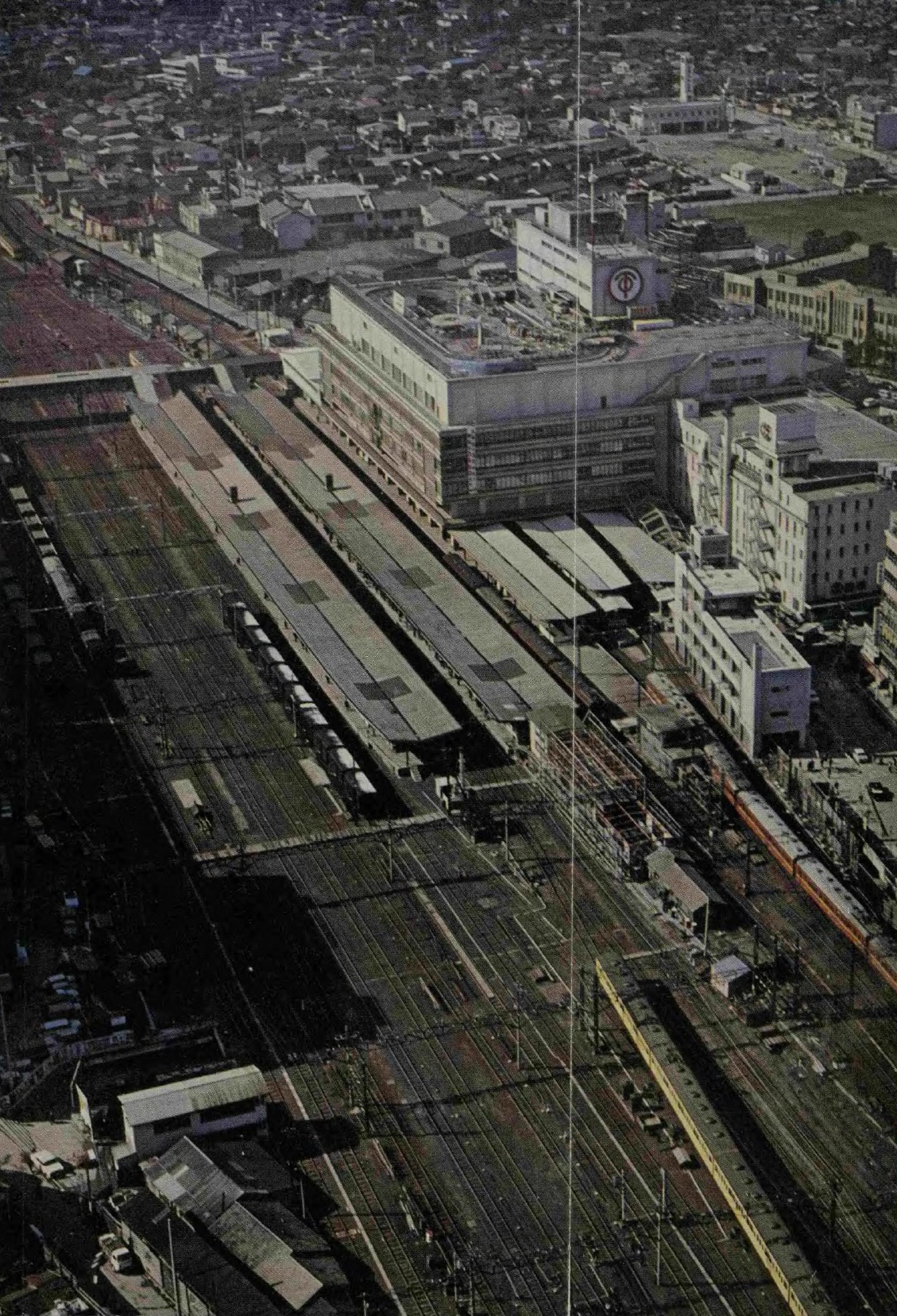
東武百貨店と東武池袋駅付近（1964年ごろ）

- 1946年（昭和21年）7月13日 - 中央商工株式会社を設立。
- 1960年（昭和35年）9月1日 - 株式会社東武百貨店を設立[1]。
- 1962年（昭和37年）
  - 4月17日 - 中央商工株式会社、東武鉄道の傘下になる。
  - 5月29日 - 池袋店が開店（売場面積 11,998m2）。
- 1964年（昭和39年）
  - 6月1日 - 東横百貨店（現：東急百貨店）池袋店を譲渡される。
  - 12月1日 - 東横百貨店池袋店を池袋店別館として営業開始する。
- 1968年（昭和43年）11月1日 - 中央商工株式会社を東武不動産（初代）株式会社に商号変更。
- 1971年（昭和46年）11月11日 - 池袋店を増床し「ぶらんで〜と東武」オープン[6]（旧百貨店法による売場面積 46564m2）。
- 1974年（昭和49年）11月27日 - 株式会社船橋東武を設立。
- 1970年代後半 - 経営危機に瀕した「松屋」の経営再建に関わる。
- 1977年（昭和52年）10月7日 - 船橋店開店。
- 1986年（昭和61年）6月14日 - 船橋店の地下変電設備より火災。警備員ら3人死亡[7]。
- 1988年（昭和63年）9月1日 - 株式会社東武百貨店と株式会社船橋東武が合併する。
- 1990年（平成2年）11月24日 - 池袋店レストラン街「SPICE池袋東武」がリニューアル。
- 1992年（平成4年）
  - 5月28日 - 「SPICE2」開店。
  - 6月10日 - 池袋店増床。
- 1993年（平成5年）2月1日 - 東武不動産株式会社と株式会社東武百貨店が合併する。
- 1998年（平成10年）1月30日 - 第三者割当増資を実施し、東武鉄道の子会社となる[8]。
- 2003年（平成15年）10月16日 - 船橋店が6,808m2増床（ViV専門店街を東武百貨店に業態転換）。
- 2008年（平成20年） - 東武ホープセンターがリニューアルオープン。
- 2012年（平成24年）5月22日 - 5店舗目：東京ソラマチ店が、東京スカイツリー土産等に特化した業態としてオープン[9]。
- 2016年（平成28年）
  - 2月1日 - 東京ソラマチ店が閉店（最終営業日は1月31日）[10]。
  - 4月1日 - 東武ビルマネジメントから池袋ホープセンターの管理運営事業を譲り受ける。

## 店舗
現在営業中の店舗は「東武百貨店」として2店舗、「東武宇都宮百貨店」として3店舗（そのうち、栃木市役所店は小型店）である。
- 東武百貨店
  - 池袋本店：東京都豊島区西池袋1-1-25[1]
  - 船橋店：千葉県船橋市本町7-1-1
- 東武宇都宮百貨店
  - 本店：栃木県宇都宮市宮園町5-4
  - 大田原店：栃木県大田原市美原1-3537-2
  - 栃木市役所店：栃木県栃木市万町9-25 栃木市役所1階

### 池袋店

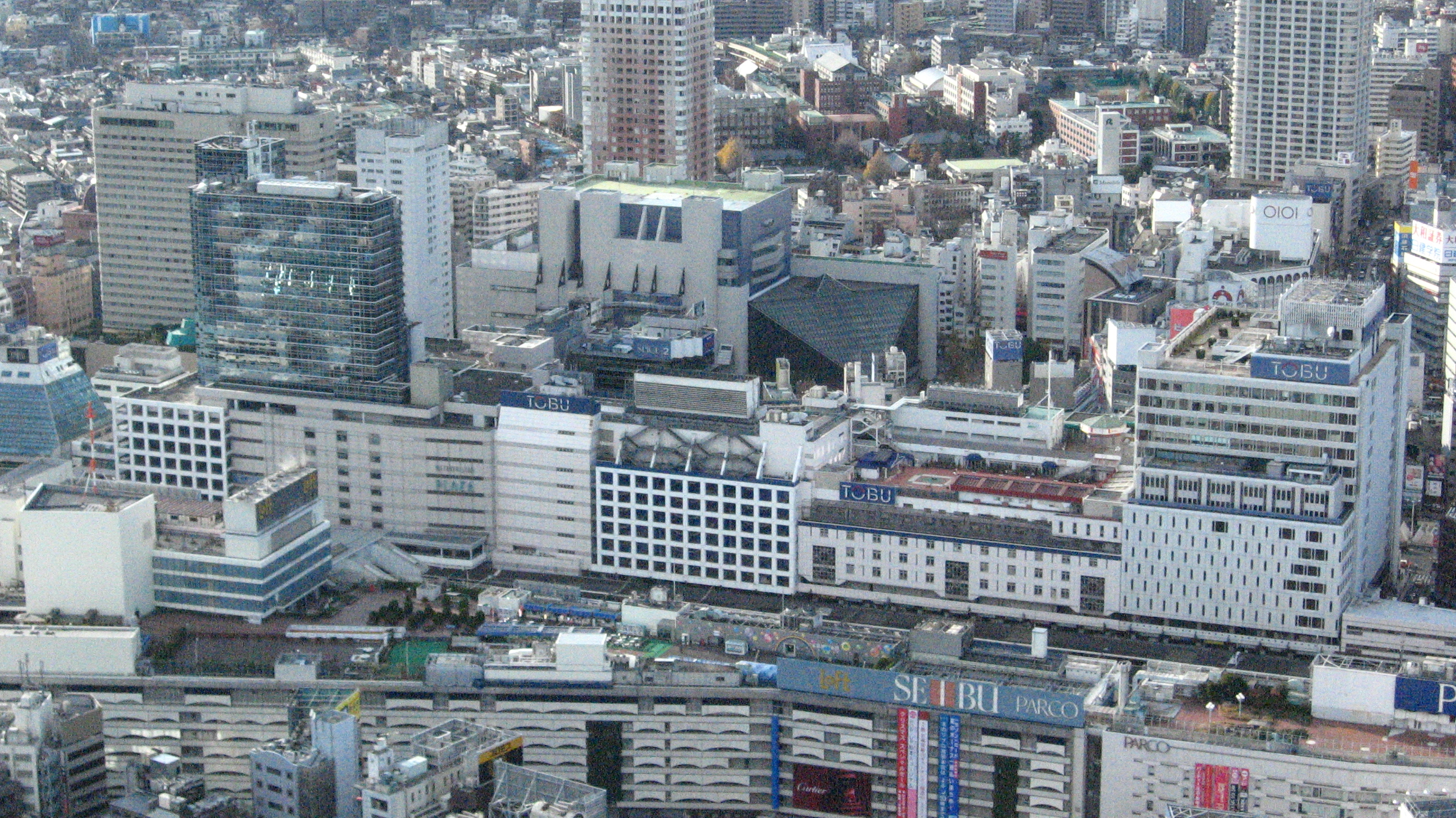
東武百貨店池袋本店（奥）。手前は西武池袋本店（2007年）

池袋駅西口に直結しており、東武東上線池袋駅の上に建てられている。2019年度の売上高は997億1,333万円。
2021年春の日経リサーチによる「商業施設の利用実態調査（首都圏版）」によれば、首都圏の商業施設で集客力7位で、1位の西武池袋本店には及ばないものの、首都圏の中でも高い集客力を持つ商業施設である。
売り場は、北から南に向けて1番地 - 11番地に区分されており、関東最大の売場面積を誇る。さらに国内最大級のデパ地下とレストラン街をあわせ持ち、ファッションに強みをもつ東口直結の西武池袋本店との特色の違いを打ち出している。各フロアの商品取り扱い区分は以下のとおりで、本館とプラザ館で構成される。なお、東武プラザ館があるメトロポリタンプラザビルには、東武のほかルミネ池袋（旧：メトロポリタン）が入居している。東武百貨店とルミネでは、レストラン街やCD・書籍店など、重複する売り場もある。
テナントビル化を積極的に進めており、2011年にユニクロが7階から9-10階へ移転増床し、2017年3月15日には6階にニトリがニトリ東武池袋店を出店した。2021年7月22日には、5階に家具販売店の匠大塚が出店し、同年8月26日には4階に家電量販店ノジマが出店している。
池袋駅西口地区再開発事業の地権者になっており、東武池袋駅と一体で再開発されることになっており、2023年度以降に（メトロポリタンプラザビルを除き）超高層ビルに建て替えられる計画となっている。

#### 売り場
詳細は公式サイトのフロアマップを参照のこと。なお、地下食品売り場は本館とプラザ館にそれぞれ分かれており、直接は繋がっていない（間に東京メトロ有楽町線の池袋駅が存在する）
- 16F（屋上） ビアガーデン（原則として4月下旬 - 9月末）
- 11F - 15F レストラン街 SPICE（スパイス）
- 10F ユニクロ池袋東武店
- 9F ユニクロ、ボディーズ
- 8F 催事場、健康器具、介護用品、婦人服（ミセス）、コムサスタイル、屋上スカイデッキ広場（旧：ファミリーガーデン）
- 7F 子供・学生服、玩具、呉服、和雑貨、メガネ、スポーツ・ゴルフ、文具、旭屋書店【東武プラザ館－ルミネ連絡】
- 6F ギフトサロン、商品券、リビング、美術工房、宝飾・時計（プラザ館）、ダイソー池袋東武店【東武プラザ館－ルミネ連絡】
- 5F 紳士服、匠大塚池袋東武店【東武プラザ館－ルミネ連絡】
- 4F 婦人服（ミセス）、ノジマ池袋東武店、婦人服（大きなサイズ・小さなサイズ）（プラザ館）【東武プラザ館－ルミネ連絡】
- 3F 婦人服（キャリア、ヤング）【東武プラザ館－ルミネ連絡】
- 2F 婦人服飾雑貨・婦人靴、特選ブティック（プラザ館）《東武プラザ館－JR線池袋駅メトロポリタン口連絡》
- 1F 化粧品、特選ブティック（プラザ館）《東武プラザ館－東武東上線池袋駅連絡》
- B1F 本館食品、東武プラザ館食品《東武東上線、東京メトロ有楽町線、丸ノ内線、JR線池袋駅連絡》
- B2F 本館食品、東武プラザ館食品

#### 売り場面積
1992年に増床し、売り場面積（83,000m2）は当時日本国内の百貨店で最大であった。2003年に松坂屋名古屋店が86,758m2に増床されてからは関東地方最大となっている。なお、各階で接続されているメトロポリタンプラザの売り場面積（19,608m2）を含めると、102,571m2となる。

#### レストラン街「SPICE」
11 - 15階には「SPICE」が、また別館にも「SPICE2」がある。百貨店の5フロアをレストランが占めるのは非常に珍しい。両館合わせて51店舗の日本国内最大規模のレストラン街となっている。

#### デパ地下
B1F, B2Fの2フロアで構成される食料品売り場（デパ地下）の面積も、日本国内最大規模である。なお『日経MJ』（日本経済新聞社）が実施した2002年「首都圏デパ地下人気調査」や、株式会社インターワイヤードによる2005年の同様の調査では第3位にランクインしている。

#### 催事場
8F催事場では多種の展示・販売が行われる。その中でも、ほぼ毎年開催されている『大北海道物産展』は来店客から好評を博している。バイヤーが直に北海道まで出向き、買出しや契約交渉を行っている。

#### その他
商品の売上構成比（2009年度）は、衣料品31.8%、食料品が32.6%、雑貨が15.3%。2000年代に入ってからはインターネットショッピングの「TOBU ONLINE SHOPPING」にも注力している。また、2016年9月18日現在東京都内のデパート屋上に現役で遊園地があるのは、当店のほかは東急百貨店吉祥寺店のみ。

### 船橋店
船橋駅北側、東武野田線（東武アーバンパークライン）の乗り場に隣接している。かつては南口に西武船橋店があり、池袋同様東武百貨店と西武（旧西武百貨店）が競合していたが、2018年に西武船橋店が閉店したため2021年時点では船橋市で唯一の百貨店である（船橋駅前にある大型店舗としては、北口にある総合スーパーのイトーヨーカドー船橋店と競合関係にある）。また、千葉県内では2016年にそごう柏店、2017年に千葉三越、2018年には伊勢丹松戸店（現：キテミテマツド）、2024年にはボンベルタ成田 （現：そよら成田ニュータウン）と立て続けに閉店したため、県内でも3店舗のみの日本百貨店協会加盟店舗の1つである（残る2店舗は柏髙島屋とそごう千葉店）。

#### 売り場
売り場は、1番地 - 5番地に区分されている。なお、1番地は2003年まで専門店街「ViV」として営業しており、CDショップなどがあった。かつてViVの店舗だったものでは、現在でも6Fにある旭屋書店が営業している（2019年11月までは5Fの1番地）。
2017年11月17日にビックカメラ船橋東武店がオープンしたのを皮切りに、池袋店同様に百貨店業態以外のテナントが入るようになった。2021年には5階にユニクロ・ABCマート、地下1階にマツモトキヨシがそれぞれオープンしている。なお、ビックカメラは入居からわずか5年後の2022年3月に閉店し、3階の跡地はビックカメラと同業で既に池袋店に入居しているノジマが「ノジマ船橋東武店」の店名で同年6月23日に、残る2階の跡地も同年9月22日に主に女性向けの専門店が入る形となった。更には7月1日には、船橋駅前の別の場所にあったパール小児歯科医院が4階に開院した。
上記の専門店（歯科医院含む）はマツモトキヨシを除き、1番地（旧：ViV）側に入っている。1番地はB1Fを除き専門店となっているため、当該エリアはViVのような専門店街に事実上回帰している。
- 8F レストラン街「SPICE」、屋上
- 7F レストラン街「SPICE」、リビング
- 6F スポーツ、紳士服、イベントプラザ（催事場）、旭屋書店
- 5F 子供服、宝飾、呉服、ユニクロ、ABCマート
- 4F 婦人服、パール小児歯科医院
- 3F 婦人服、ノジマ
- 2F 婦人服、専門店
- 1F 婦人服飾雑貨
- B1F 食品、マツモトキヨシ

#### 売り場面積
船橋店の売り場面積は2003年に増床（建増しではなく、ViV→船橋店1番地への転換）した結果、35,694m2となった。

#### レストラン街「SPICE」
7 - 8階には「SPICE」がある。かつては「ViVレストラン街」であった。

#### その他
2019年度の売上高は384億5,714万円、売上構成比は衣料品約31.5%、食料品37.9%約、雑貨約12.2%だった。千葉ロッテマリーンズを応援する県内企業の一つで、毎年3月のルーキーキャンペーンには、前年のドラフトで入団した新人選手が販促ポスターのモデルに起用される。

### 東京ソラマチ店（閉店）
東京スカイツリータウン（同じ東武グループ）の開業日である2012年5月22日に、東京ソラマチ4階にオープン。小型店で、売場面積は330m2。40代以上の女性や海外からの観光客を主なターゲットとして、食品（東京スカイツリー土産）・宝飾・ファッション雑貨・化粧品・ステーショナリー雑貨の5つに絞ったショップを展開する。
サテライトショップのような形態であり、京王百貨店におけるららぽーと新三郷店などと形態が類似している。
2016年1月31日限りで閉店し、後継のテナントとしてダイソーが入った。

## その他
- バリアフリー対応など  
  - ベンチなどを配した「レストルーム」（喫煙可）が各階にあり、フロアによってはカフェ（喫茶店）が設置され、誰でも休憩しながら買い物できるように配慮されている。また、冷水機の設置、パウダーコーナー・フィッティングルームやベビーベッド併設トイレ、車椅子対応トイレなども設置されている。
- 冠婚葬祭
  - 結婚式場相談・二次会パーティ会場の案内を無料で行っている。
  - 貸衣裳「ブライダリウム ミュー」では、七五三からブライダルまで、各種衣裳をリースしている。
  - 「ギフトサロン」で、冠婚葬祭、各種景品、賞品、ノベルティ、ほかギフト全般の相談も受け付けている。また、冠婚葬祭のしきたりやマナーに関する様々な相談を受けている（いずれも無料）。
- フォトスタジオ
  - 「ルイ・ミヤシタ」では、ブライダルから七五三の記念写真をはじめ各種証明写真まで、専用のスタジオで撮影を行っている。
- 衣服リフォーム
  - 「ドクターリフォーム」「リフォーム工房」では、和服から洋服まで、古くなったりサイズが合わなくなったりした洋服をリフォームしている。
- クリーニング
  - クリーニング店「白洋舍」が入店。

### クレジットカード
- 東武カード

### 電子マネー、QR・バーコード決済
2021年5月13日から、各種QR・バーコード決済（PayPay、楽天ペイ、d払い、au PAY、ファミペイ、Alipay、WeChat Pay等）に対応を開始している。
2022年1月6日からは、PASMO・Suicaなどの交通系ICカードを導入している（一部のテナントなどを除く）。

### ポイントサービス
- 東武カードのポイントのほか、2020年11月からは東武グループ共通のポイントプログラム「TOBU POINT」の付与・利用が可能[34]。

### 会員サービス
- 「クレソンサークル」（東武友の会） - 月々の会費は積立てシステムで、多彩な特典がある。月会費は3,000円から。

### 東武カルチュアスクール（池袋別館）
- 語学、パソコン、各種資格、趣味・スポーツなど、様々な講座を開いている[35]。

### POSシステム
- POSシステムはTEC製を1999年から採用している。
  - 1992年の増床オープン時にはIBM製のPOSシステムが採用され、TEC製に移行するまで使用され続けた。

### 備考
- 池袋では、池袋駅西口に東武百貨店と東武東上線のりばが、東口にそごう・西武の西武池袋本店（旧西武百貨店池袋本店）と西武池袋線のりばが立地する。これは、同様に池袋に本店を構えるビックカメラがCMソングの歌詞としたため、一般にもよく知られる[注釈 3]。また、船橋駅では北口に東武百貨店が立地しているが、南口にはかつて西武百貨店船橋店が立地していた。宇都宮も、市街地の西方に東武宇都宮百貨店が立地しているが、東方の二荒山神社付近にはかつて西武百貨店宇都宮店（現：MEGAドン・キホーテ ラパーク宇都宮店）が立地していた。
- 池袋駅地下には東武百貨店が経営する地下街・東武ホープセンターがあり、池袋店と複雑に入り組んでいる。
- 東武東上線下板橋駅近くに商品センター（倉庫）があり、年に何度か「下板橋倉庫バーゲン」が開催されている[36]。
- 2008年6月に東京地下鉄（東京メトロ）副都心線が開業した際には、池袋の顧客が新宿・渋谷などの百貨店に流出するのを防ぐため、長年ライバル関係にあった西武百貨店（当時）と協力して様々な取り組みを行った[注釈 4]。
- 東武鉄道の運転士や車掌・駅員が着用する制服は東武百貨店が仕立てて納入しており、裏地に東武百貨店のロゴマークがあしらわれている[37]。

## 歴代社長
- 2代 根津嘉一郎：1960年 - 1990年
- 山中鏆：1990年 - 1999年
- 根津公一：1999年 - 2013年
- 重田敦史：2013年 - 2015年
- 島田義彦：2015年 - 2016年
- 岩瀬豊：2016年 - 2019年
- 国津則彦：2019年 - 現職

## 主な関連会社
- 株式会社 東武宇都宮百貨店
- 株式会社 東武友の会
- 株式会社 東武カルチュア
- 株式会社 ニッテイ事業社
- 株式会社 総合パーキングサービス
- 株式会社 ガンプス・インターナショナル
- 株式会社 東武キャリアサービス
- 株式会社 東武カードビジネス

## 不祥事
2024年1月1日、転売が疑われる外国人顧客に不適切な免税品の販売を繰り返していたなどと東京国税局から指摘され、東武百貨店は約9000万円を追徴課税されていたことがわかった。